# 澤倫鎮區
澤倫鎮為緬甸伊洛瓦底省興實達縣的行政區。2014年人口168,203人，區域面積626.52平方公里。該鎮轄下5區、462村莊。澤倫為該鎮之行政中心。

## 相關連結
- 澤倫鎮村莊列表（英语：List of villages in Zalun Township）